# Felsenbeck
Felsenbeck ist eine Hofschaft in Radevormwald im Oberbergischen Kreis im nordrhein-westfälischen Regierungsbezirk Köln in Deutschland.

## Lage
Der Ort liegt im Osten von Radevormwald, unmittelbar an der Stadtgrenze zu Halver. Die Nachbarorte sind Obergraben, Buschsiepen, Oberbuschsiepen, Weyer, Altendorf und Linde. Erreichbar ist Felsenbeck nur über eine von Obergraben abgehende Zufahrtsstraße.
Felsenbeck liegt am Bach Felsenbach, einem Zufluss der in die Bevertalsperre mündenden Bever.

## Geschichte
Aus neolithischer Zeit (Jungsteinzeit) stammen in der Nähe dieser Hofschaft gefundene Werkzeuge. Eine schwere Axt und zwei breitnackige Beile sind an zwei nicht weit voneinander liegenden Stellen entdeckt worden. Die Funde werden heute im Bergischen Museum auf Schloss Burg aufbewahrt.
In der Karte Topographische Aufnahme der Rheinlande von 1825 wird der Ort mit „Felsenbach“ bezeichnet. Die Preußische Uraufnahme von 1840 bis 1844 nennt an gleicher Stelle die Ortsbezeichnung „Felsenbaeck“. In der amtlichen topografische Karte (Preußische Neuaufnahme) von 1892 bis 1894 wird die heute gebräuchliche Name „Felsenbeck“ angegeben.